# Noferkaré Iymeru

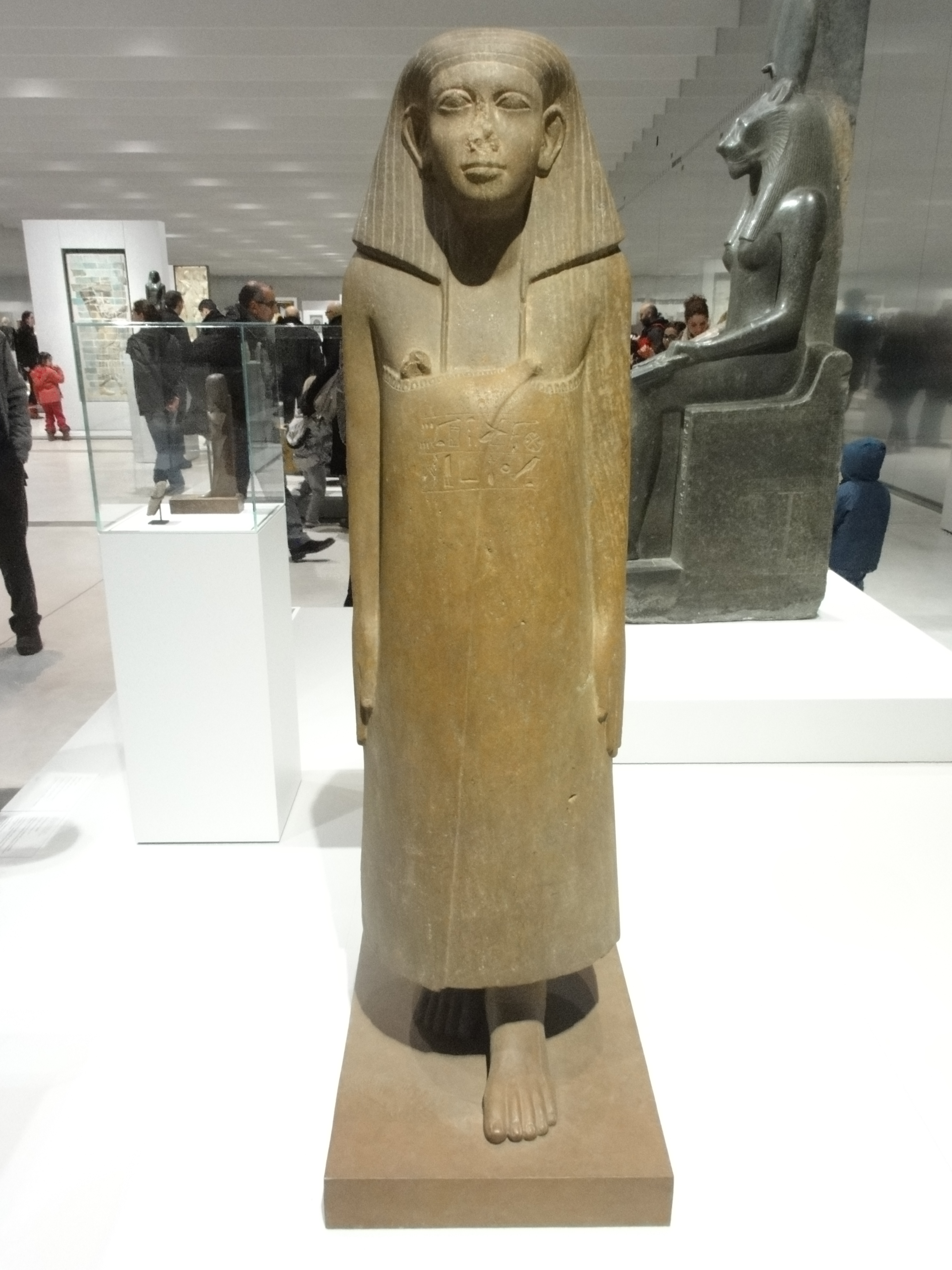
Noferkaré Iymeru szobra (Louvre)

Noferkaré Iymeru ókori egyiptomi vezír volt a XIII. dinasztia idején, IV. Szobekhotep uralkodása alatt.

## Élete
Noferkaré Iymeru apja Iymeru, „a széles csarnok elöljárója”, anyja Szitamon. Noferkaré Iymeru számos leletről ismert, ezek nagy része Karnakból került elő. Egy, ma a Louvre-ban található szobrán (A 125) beszámol egy csatorna megnyitásáról, valamint arról, hogy templomot építtetett IV. Szobekhotepnek. Emellett fennmaradt tőle egy írnokszobor, egy Elephantinéban talált másik szobor és egy karnaki sztélé. Említi egy, a Vádi Hammamátban lévő felirat is.
Noferkaré Iymeru kettős nevének első eleme, a Noferkaré az óbirodalom számos királyának az uralkodói neve, köztük a leghíresebb II. Pepi volt. Lehet, hogy Noferkaré Iymeru Memphiszben született, ahol Pepi kultusza a középbirodalom idejéig fennmaradt.

## Fordítás
- Ez a szócikk részben vagy egészben  a   Neferkare Iymeru című angol Wikipédia-szócikk ezen változatának fordításán alapul.  Az eredeti cikk szerkesztőit annak laptörténete sorolja fel. Ez a jelzés csupán a megfogalmazás eredetét és a szerzői jogokat jelzi, nem szolgál a cikkben szereplő információk forrásmegjelöléseként.